# Holger Garner
Holger Nielsen Garner (født 1934) er tidligere museumsinspektør, nu forfatter, oversætter og illustrator. 
Garner blev konservator i 1954. Han var leder af Øm Kloster museum i 1960-2000. Han er medlem af en række museumsfaglige bestyrelser. Han er tidligere medlem af Det Radikale Venstres hovedbestyrelse. I 2004 var Garner kandidat til Europa-Parlamentet for Folkebevægelsen mod EU. 